# Erdbeben in Haiti 2018

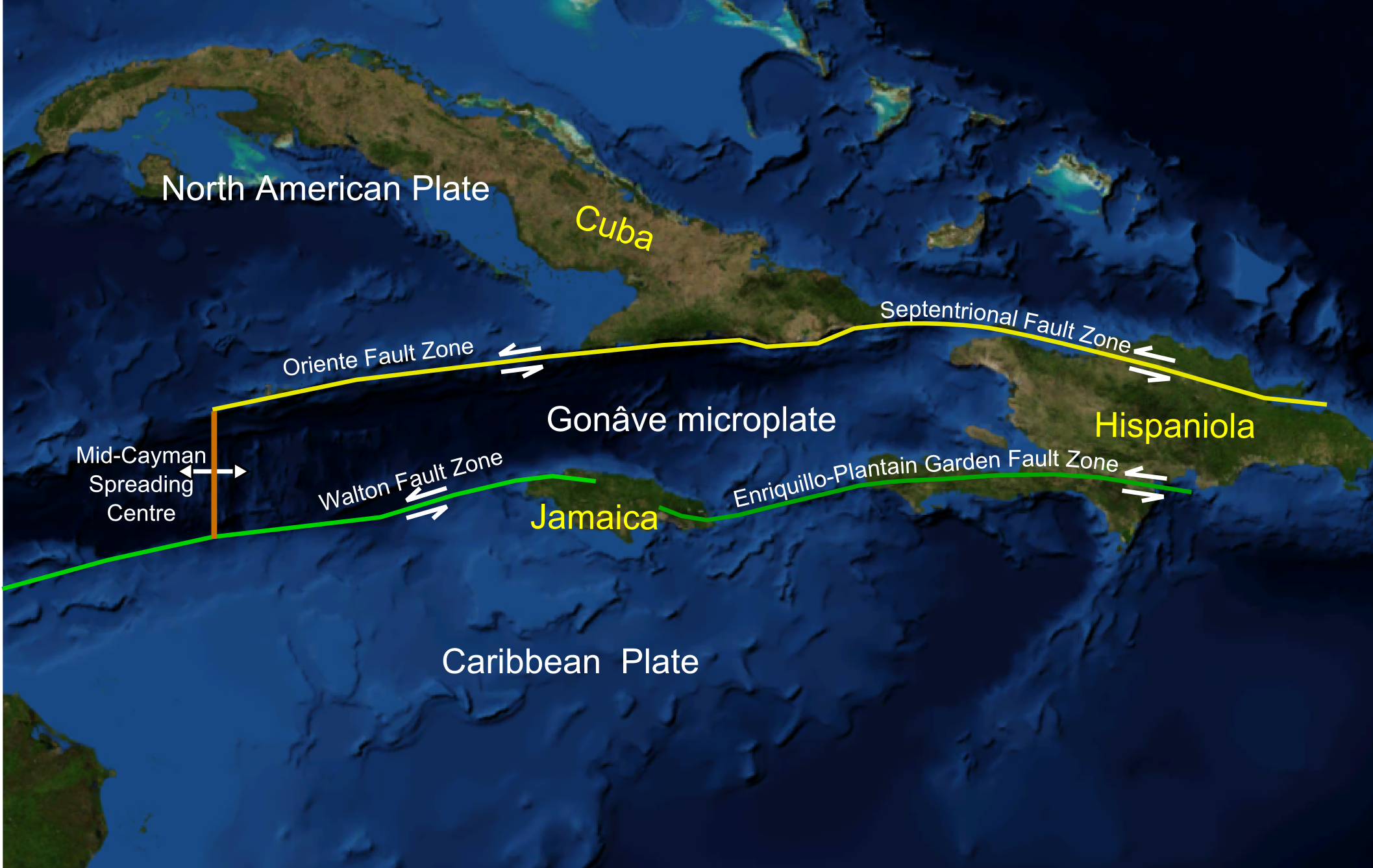
Durch Haiti verlaufende Verwerfungen.

Das Erdbeben in Haiti 2018 ereignete sich am Abend des 6. Oktober 2018 um 20:11 Ortszeit und hatte eine Stärke von 5,9 auf der Momenten-Magnituden-Skala. Das Epizentrum lag 21 Kilometer westnordwestlich von Port-de-Paix mit einer Herdtiefe von etwa 24 Kilometern.

## Opfer und Schäden
Bei dem Erdbeben kamen 18 Menschen ums Leben, davon neun in Port-de-Paix, sieben in Gros-Morne und einer in Saint-Louis-du-Nord. 548 Menschen wurden verletzt. Über 55.000 Menschen benötigen humanitäre Hilfe.
Im Norden Haitis stürzten in mehreren Orten Gebäude ein, viele Gebäude wurden beschädigt. Nach einer Bilanz der Regierung wurden 2102 Gebäude zerstört und 11.134 beschädigt, darunter 70 Schulen. Ein Spital in Port-de-Paix wurde schwer beschädigt. Auch ein Krankenhaus im Arrondissement Gros-Morne, die Polizeistation in Port-de-Paix und eine Kirche im Dorf Plaisance wurden beschädigt. Auch auf der Île de la Tortue und in der Ortschaft Chansolme wurden Gebäude beschädigt. In Pilate wurde die Trinkwasserversorgung durch Schäden an der Infrastruktur beeinträchtigt.
Tausende Menschen verbrachten aus Furcht vor Nachbeben die Nächte im Freien.
Das Beben war auch noch in der Hauptstadt Port-au-Prince und in Teilen der Nachbarstaaten Dominikanische Republik und Kuba zu spüren.
20 Stunden nach dem Beben kam es zu einem Nachbeben der Stärke Mw 5.2.

## Internationale Hilfe
UN-Generalsekretär António Guterres bot dem Land die Unterstützung der UNO an. Die Planung und Koordination der internationalen Hilfe mit den nationalen Stellen übernahm OCHA. Die UNICEF leistet Hilfe vor Ort.
Kuba, das bereits seit 20 Jahren im Land ärztliche Hilfe leistet, verstärkte sein Ärzteteam in Port-de-Paix und Gros-Morne um zwei mobile Operationsteams. Auch die Panamerikanische Gesundheitsorganisation leistet medizinische Katastrophenhilfe.